# Sphaeropteris medullaris
Sphaeropteris medullaris (syn. Cyathea medullaris) je endemická stromová kapradina Nového Zélandu. Na vhodných stanovištích může dorůstat až 20 metrů. Původní názvy v maorštině jsou mamaku, katata, korau a pitau, v současnosti se běžně anglicky označuje jako black tree fern.

## Ekologie a rozšíření
Sphaeropteris medullaris je kapradinou nížin až pahorkatin, vystupující od hladiny moře až do 600 metrů nad mořem. Na Severním ostrově je hojně rozšířena. Na Jižním ostrově se vyskytuje ve vlhčích oblastech západního a severovýchodního pobřeží. Vzácně ji ale můžeme nalézt i v sušších oblastech na východě ostrova vyjma regionu Canterbury a Otago. Hojně se vyskytuje také na Tříkrálových ostrovech, Chathamských ostrovech a Stewartově ostrově.

## Popis
Kmen je černý, pokrytý šestiúhelníkovitými jizvami po opadaných listech. Může dorůst rozměrů až 20 m s průměrem 60 centimetrů u paty. Báze řapíků listů jsou mohutné a černé. Listy jsou vějířovité, mohou být až šest metrů dlouhé a dva metry široké. V koruně jich může být až 30. Fertilní listy mají na spodní straně četné tmavěhnědé výtrusné kupky.

## Růstové nároky
Ačkoli se jedná o rostlinu mírného oceánského podnebí, nesnese teploty pod 0 °C. Ve středoevropských podmínkách se dá pěstovat v zimních zahradách. Vyžaduje humózní, dobře propustnou půdu, časté závlahy a dostatek slunečního světla.

## Použití
Kmeny se dají použít jako hrubý stavební materiál, nebo k výrobě uměleckých předmětů.

## Kultura
Pro maory je mamaku symbolem vzniku a zániku.

## Galerie

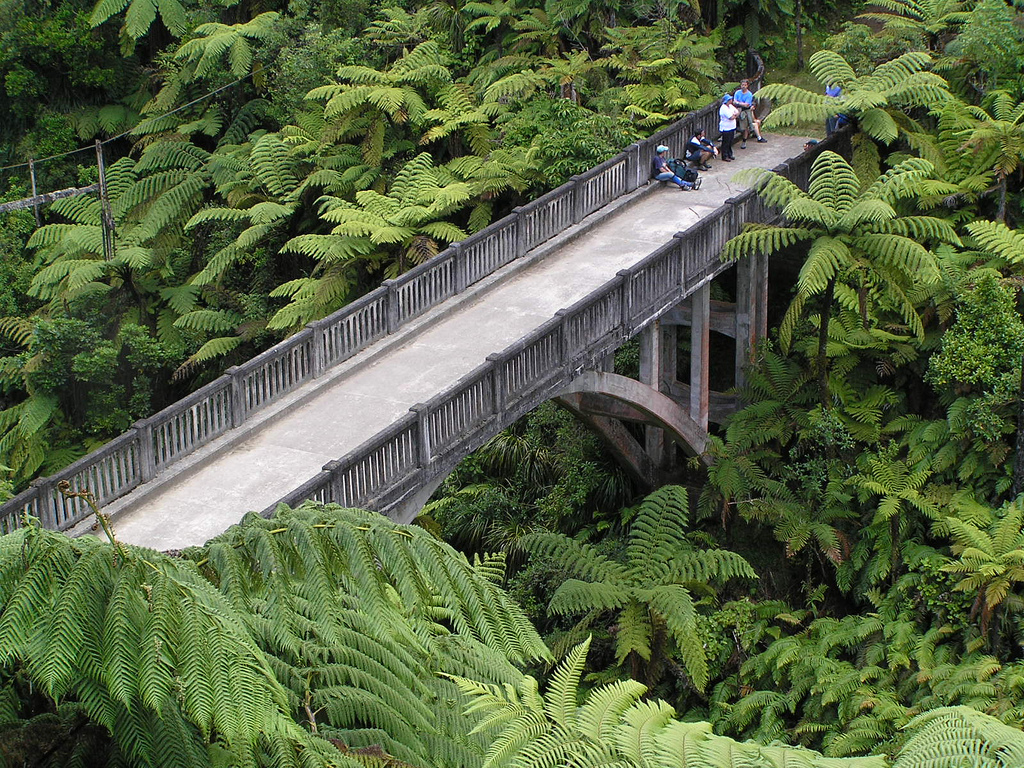
Sphaeropteris medullaris v národním parku Whanganui
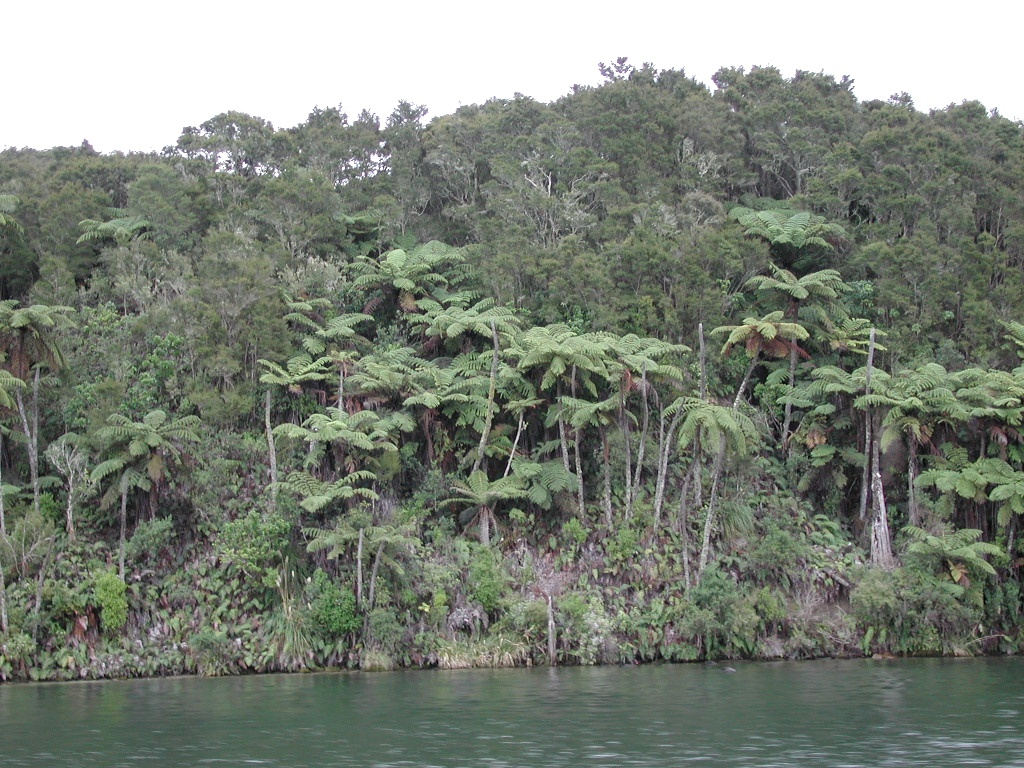
S. medullaris tvořící pobřežní porostní stěnu u jezera Tarawera
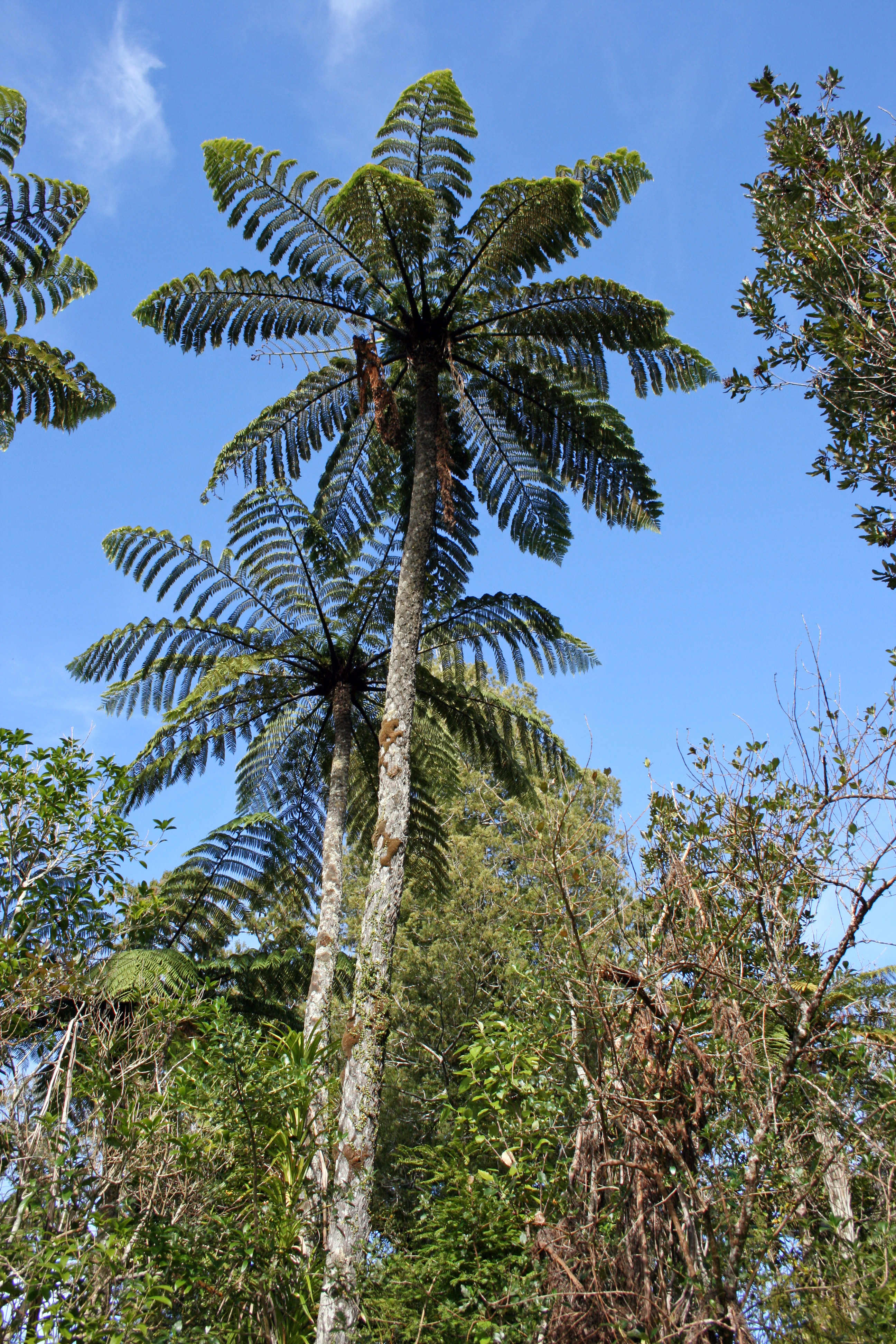
Jedinci poblíž Aucklandu
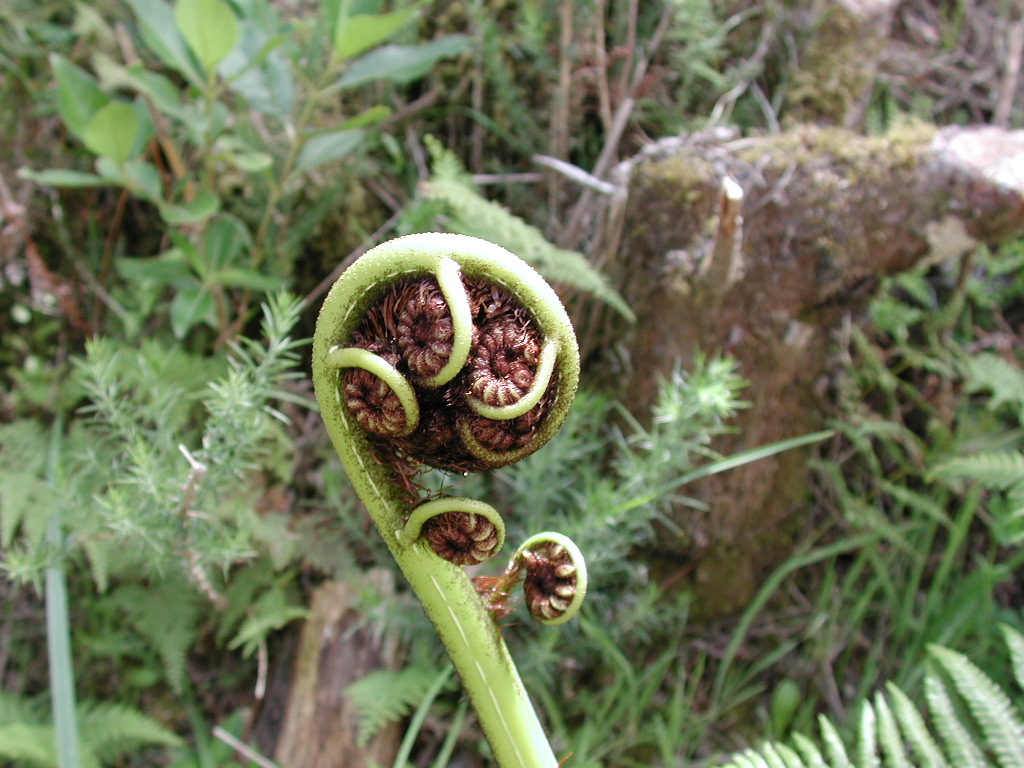
Mladý circinátně stočený list
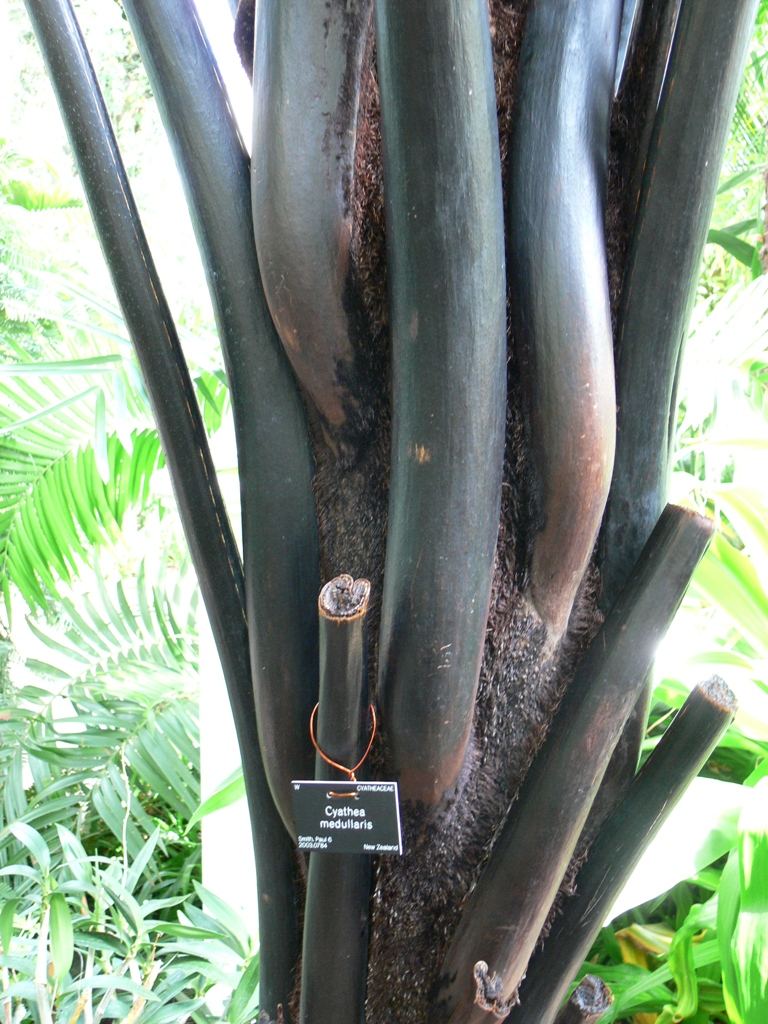
Listové řapíky
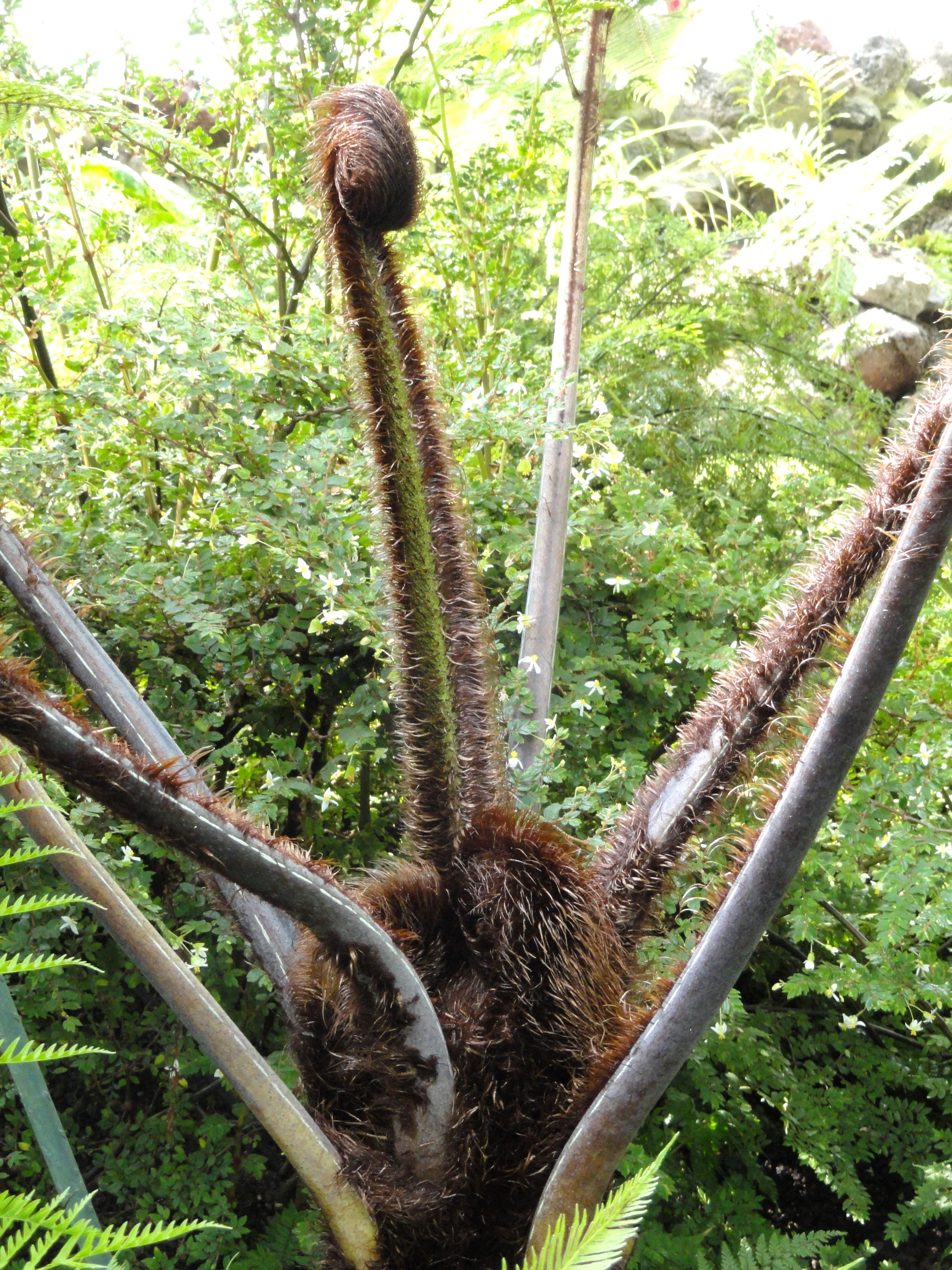
Růstový vrchol